# 交響曲 (ワーグナー)
交響曲 ハ長調（Symphonie、WWV.29）は、リヒャルト・ワーグナーが完成させた唯一の交響曲。
尊敬していたベートーヴェンの《交響曲第3番》、《第5番》《第7番》、モーツァルトの後期交響曲、そしてウェーバーのオーケストレーションの影響が指摘されている。

## 作曲の経緯
ライプツィヒの聖トーマス協会のカントルであったクリスティアン・テオドール・ヴァインリヒのもとでの最初の作曲修行を終えた19歳のワーグナーは交響曲の作曲に着手し、すぐに完成させた。
その後、自筆譜は紛失したが（下記参照）、1877年にドレスデンで、亡命時に携えていたトランクの中からパート譜が発見され、アントン・ザイドルによりスコアが作成された。その際、ワーグナーは若干改訂を行っている。

## 初演
1832年11月、ディオニス・ウェーバー指揮、プラハ音楽院管弦楽団によって行われた。
なお、ワーグナーは死の直前の1882年12月24日にヴェネツィアのフェニーチェ劇場で行われた妻コージマの誕生日を祝う演奏会において本作の改訂版を指揮している。

## 自筆譜について
1833年1月、ライプツィヒ・ゲヴァントハウス管弦楽団によって再演された際に自筆譜が紛失した。未だに発見されておらず、現在出版されている楽譜は上記のようにザイドルが復元したものに準拠している。なお、当時のゲヴァントハウスの指揮者であったフェリックス・メンデルスゾーンと失われた自筆スコアの関係をワーグナーは疑っているが、事実関係は確認されておらず、推測の域を出ない。

## 編成
フルート2、オーボエ2、クラリネット（B管）2、ファゴット2、コントラファゴット、ホルン（E管とF管）4、トランペット（F管)2、トロンボーン3、ティンパニ、弦五部

## 作品の内容
第1楽章 Sostenuto e maestoso-Allegro con brio
ハ長調、4分の4拍子。ソナタ形式。およそ4分に亘る54小節の長大な序奏を持つ。冒頭、5小節にわたって和音の打撃がある。借用和音を多用して、緊張感を高めている。フルートとクラリネットが半音階的に上下降する旋律を吹く。この旋律に基づいて序奏は構成されているが、11小節に新しい旋律も現れる。イ短調の属和音に終止し、ホ音を弦楽器のトレモロで引き延ばしつつアレグロに入り、ホルンによる信号風のモティーフと、弦楽器の付点リズムモティーフによる第1主題を提示する。堂々と確保され、また違った下降音形モティーフと、流れるようなモティーフによる第2主題が登場する。展開部においては4つのモティーフが細かく展開されるが、第1主題の付点リズムモティーフの力が強い。再現部はいきなりトゥッティで主題を提示して開始される。コーダ直前に現れる、短3度上行するモティーフは第2楽章の冒頭を暗示する。圧倒的なハ長調主和音打撃のうちに曲を閉じる。
第2楽章 Andante ma non troppo un poco maestoso
イ短調、4分の3拍子。A-B-A-B-Aのロンド形式。クラリネットによる音形で開始される。弦楽器などによってややふわふわと音楽は流れてゆくが、間もなくチェロに非常に息の長い主題が現れる。この部分は非常に薄い響きで書かれており、管楽器は和音で伴奏するだけである。冒頭の音楽が回帰すると突如B部分に入り、分厚い和声と金管・ティンパニによるファンファーレ風の音形を伴うやや行進曲風の堂々とした旋律が現れる。やがて不穏な響きとなり、弦楽器が忙しく動き回り、A部分が帰ってくる。再びB部分が現れ、冒頭の再現が行われ、ひっそりと曲を閉じる。
第3楽章 Allegro assai
スケルツォ。ハ長調、4分の3拍子。冒頭、休符をはさんでの和音打撃があり、そのまま細かく動き回る主題となる。おおらかに上行する主題も現れ、激しく展開される。同じくハ長調のトリオ（Un poco meno allegro）は木管群によるレントラー風の音楽。スケルツォが回帰し、トリオも回帰して、コーダに入る。スケルツォ主題による圧倒的な響きで終わる。
第4楽章 Allegro molto vivace
ハ長調。ソナタ形式、4分の4拍子。冒頭、ハ音の打撃があり、弦楽器に細かく動き回る第1主題が提示される。ニ短調など、様々な調の響きを持ちつつ盛り上がって確保されると、ポリフォニックな第2主題が木管群に登場する。展開部の前半は第2主題、後半は第1主題に基づき、幾度も盛り上がりながら再現部に突入する。コーダはピウ・アレグロと、やや速度を速め、第1主題による圧倒的な音楽となり、第1楽章冒頭の和音打撃の再現が行われ、ハ長調主和音が鳴り渡って堂々と曲を閉じる。

## その他
演奏を直接聴いたクララ・シューマンがベートーヴェンの《第7番》に似ていると評した逸話が残されている。
第1楽章（不完全）はシュテファン・ツヴァイクのコレクションだったが死後に大英博物館へ寄贈され、残りの楽章はアメリカ合衆国・ワシントンD.C.のアメリカ議会図書館に所蔵されている。
ワーグナーは、1834年にホ長調の交響曲（WWV35）を作曲しようと試みているが第2楽章冒頭までしか完成されていない。また多くのスケッチが未完に終わっている。
日本では長らく未初演であったが、1990年代に入って若杉弘がホ長調とともに全曲を録音した。

### 資料
- Deathridge, John (2008), Wagner: Beyond Good and Evil, Berkeley: University of California Press. ISBN 978-0-520-25453-4
- Millington, Barry (ed.) (2001), The Wagner Compendium (revised edition), London: Thames & Hudson. ISBN 978-0-500-28274-8
- Newman, Ernest (1976), The Life of Richard Wagner, Vol.1: 1813-1848, Cambridge: Cambridge University Press. ISBN 0-521-29094-5
- Overbeeke, Emanuel (2012), "Richard Wagner: Symphonies in C and E / Huldigungsmarsch /Kaisermarsch / Overture to ‘Rienzi’", in CD booklet accompanying recording of the Symphony by Chandos Records, 6-9. Retrieved 22 November 2012.
- Searle, Arthur (1999), The British Library Stefan Zweig Collection: Catalogue of the Music Manuscripts, London: The British Library.  ISBN 0-7123-4600-7